# Троделна песма
Троделна песма је музички облик који се састоји из три дела А, Б, А с тим што је први део поновљен. Средњи део представља контраст првом и последњем делу. Постоје још мала и велика троделна песма.